# 突撃ほかほかごはん隊!
『突撃ほかほかごはん隊』（とつげきほかほかごはんたい）は、2001年8月26日から2008年4月27日まで日本テレビ系列局（22局）で特別番組として放送されていた中京テレビ製作の旅番組・グルメバラエティ番組。全5回。2008年4月27日放送分のみ『突撃ほかほかごはん隊!』と題して放送。

## 概要
「ほかほかごはん隊」のメンバーである石田純一と石塚英彦がゲスト隊員とともに世界各地を旅し、現地でご飯に合うおかずを探し求めていた特別番組である。石田たちは毎回釜と特選米としゃもじ、そしてそれぞれのマイ茶碗を持参してロケを行っていた。
番組はおよそ1年から2年に1回のペースで放送されていたが、2008年4月27日に放送されたメキシコロケの回が事実上最後である。

## 放送リスト
放送日時は全て日本標準時。

### 第1弾
- タイトル - 『タイ王国おかず探し!! 突撃ほかほかごはん隊』
- 放送日時 - 2001年8月26日（日） 15:00 - 16:25
- 隊員 - 石田純一、石塚英彦、はしのえみ、坂本ちゃん

### 第2弾
- タイトル - 『突撃ほかほかごはん隊 情熱のスペイン珍道中』
- 放送日時 - 2002年8月25日（日） 15:00 - 16:25
- 隊員 - 石田純一、石塚英彦、はしのえみ、坂本ちゃん

### 第3弾
- タイトル - 『突撃ほかほかごはん隊 トルコ共和国! 魅惑のおかず探し大捜査線!!』
- 放送日時 - 2003年8月3日（日） 15:00 - 16:25
- 隊員 - 石田純一、石塚英彦、鈴木史朗、あびる優

### 第4弾
- タイトル - 『突撃ほかほかごはん隊 美食のベトナム珍道中』
- 放送日時 - 2006年1月22日（日） 15:00 - 16:25
- 隊員 - 石田純一、石塚英彦、はしのえみ、ウエンツ瑛士

### 第5弾
- タイトル - 『突撃ほかほかごはん隊! 美食のメキシコおかず探し珍道中!』
- 放送日時 - 2008年4月27日（日） 15:00 - 16:25
- 隊員 - 石田純一、石塚英彦、三船美佳、ギャル曽根

## 放送局
- 中京テレビ（製作局）
- 日本テレビ
- 札幌テレビ
- 青森放送
- テレビ岩手
- ミヤギテレビ
- 山形放送
- 福島中央テレビ
- テレビ新潟
- テレビ信州
- テレビ金沢

- 静岡第一テレビ
- 読売テレビ
- 日本海テレビ
- 広島テレビ
- 山口放送
- 西日本放送
- 南海放送
- 福岡放送
- 長崎国際テレビ
- くまもと県民テレビ
- 鹿児島読売テレビ